# Mavis Staples (album)
Mavis Staples je první sólové studiové album americké zpěvačky Mavis Staples. Vydáno bylo v červnu 1969 společností Volt Records a na jeho produkci spolupracovali Steve Cropper a Al Bell. Obsahuje celkem jedenáct písní – coververzí například od Otise Reddinga, Sama Cooka a Willieho Hutche. Zpěvačka uvedla, že se cítila divně, když nahrála album bez své rodinné kapely, ale zároveň věděla, že svou rodinu neopustí.

## Seznam skladeb
1. Until I Met You – 2:48
2. Sweet Things You Do – 2:38
3. The Choking Kind – 3:24
4. You're Driving Me (To the Arms of a Stranger) – 3:23
5. A House Is Not a Home – 4:27
6. Security – 2:47
7. Son of a Preacher Man – 2:17
8. Pick Up the Pieces – 3:06
9. Chained – 2:50
10. Good to Me – 3:15
11. You Send Me – 2:56

## Obsazení
- Mavis Staples – zpěv
- James Alexander – baskytara
- Barry Beckett – klávesy
- Steve Cropper – kytara
- Donald „Duck“ Dunn – baskytara
- Willie Hall – bicí
- Roger Hawkins – bicí
- Isaac Hayes – varhany
- Edward Hinton – kytara
- David Hood – baskytara
- Al Jackson, Jr. – bicí
- Marvell Thomas – klavír